# Zmeika
Zmeika (en rus: Змейка) és un poble (un possiólok) del krai de Khabàrovsk, a l'Extrem Orient de Rússia. El 2012 tenia 11 habitants. Pertany al districte rural de Lazó.